# Orla vas
Orla vas este o localitate din comuna Braslovče, Slovenia, cu o populație de 182 de locuitori.